# Маркгам
Маркгам (Маркгема) — небольшой (600 на 800 м) остров в Карском море. Расположен в 7 км севернее острова Соревнования и в 9 км от материка. Административно входит в состав Красноярского края.
Остров открыт Д. В. Стерлеговым в 1740 году в ходе Великой Северной экспедиции. Назван в 1893 году Ф. Нансеном в честь Клементса Роберта Маркема.